# Isaac Grünewald
Isaac Grünewald (ur. 2 września 1889 w Sztokholmie, zm. 22 maja 1946 koło Oslo) – szwedzki malarz, żonaty z Sigrid Hjertén (1911–1937) i Märtą Grundell (1937–1946). Ojciec Torstena Rydberga, Ivána Grünewalda i Björna Grünewalda. Studiował w Konstnärsförbundets skola (1905–1908) i w Académie Matisse w Paryżu (1908–1911).

## Życiorys
Isaac Grünewald urodził się w biednej, żydowskiej rodzinie w Sztokholmie. Ojciec był antykwariuszem a matka zajmowała się domem. Jako dziecko robił i sprzedawał papierowe zabawki, chcąc w ten sposób podreperować skąpy, rodzinny budżet. Jednocześnie nie zaniedbywał edukacji, najpierw w szkole Katarina läroverk, a potem w Södra Latin. To w tej ostatniej nauczyciel rysunku odkrył u niego talent do rysowania i w 1905 urządził w szkolnej stołówce pierwszą wystawę jego dzieł.
Jesienią 1905 młody Isaac kontynuował naukę w Konstnärsförbundets skola.
17 września 1908 wyjechał razem z przyjacielem Einarem Jolinem do Paryża. Tam obaj mieli okazję zapoznać się z najnowszymi trendami panującymi w sztuce europejskiej. Zwłaszcza spotkanie z Henri Matissem miało się okazać decydujące dla dalszego rozwoju twórczego Isaaca Grünewalda.
3 marca 1909 można przyjąć za datę przełomu modernistycznego w sztuce szwedzkiej, wtedy to założona rok wcześniej grupa artystyczna De Unga (Młodzi) zorganizowała w Sztokholmie swoją pierwszą wystawę. W skład grupy, skupionej wokół Birgera Simonssona (1882–1938), wchodzili między innymi: Isaac Grünewald, Tor Bjurström (1888–1966) i Leander Engström (1886–1927). Większość z nich studiowała malarstwo w szkole Konstnärsförbundet i pozostawała w opozycji do malarzy należących do szwedzkiej Akademii Sztuk Pięknych. Jeszcze w Paryżu zetknęli się oni z Henri Matissem, ale prace, jakie zaprezentowali w roku 1909, świadczyły o większych wpływach Cézanne’a, pośmiertnie fetowanego w Salonie Jesiennym w Paryżu w 1907.
Grupa De Unga miała jeszcze 2 wystawy: 3 kwietnia 1910 i 9 maja 1911, po czym rozpadła się, a jej trzon otworzył w 1912 nową formację De åtta (Ośmiu). Ówczesny krytyk sztuki August Brunius zazwyczaj omawiał obie grupy łącznie, nazywając je „mężczyznami roku 1909”, mimo że jednym z wiodących członków była kobieta, Sigrid Hjertén (1885–1948). Wspólnie z mężem, Isaakiem Grünewaldem, Einarem Jolinem (1890–1976) i Leanderem Engströmem należała ona do sztokholmskiego odłamu grupy De åtta, inspirowanych malarstwem Matisse’a.
Od tego momentu aż do śmierci w 1946 Isaac Grünewald odgrywał wiodącą rolę w szwedzkim modernizmie.
Ważnym etapem w życiu artystycznym Grünewalda była jego wystawa w sztokholmskiej Liljevalchs konsthall w 1918, gdzie zaprezentował ok. 300 swoich prac, w tym Det sjungande trädet, 1915, Sigrid med den svarta stolen, 1916, Tjurfäktningen, 1917 czy Apachedansen, 1918. W wystawie wzięli udział również jego żona Sigrid Hjertén i Leander Engström.

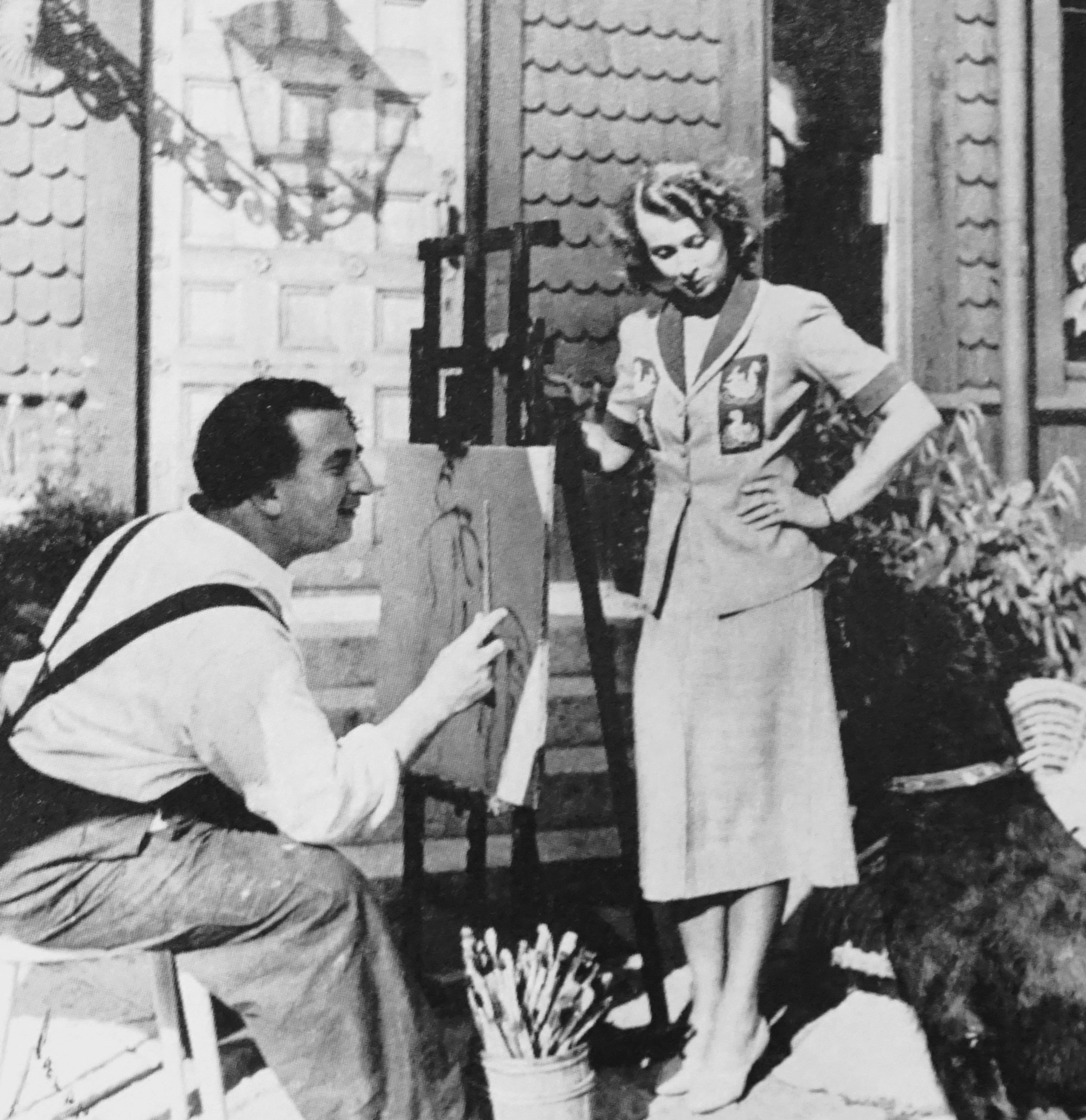
Isaac Grünewald z żoną Märtą przed Grünewaldvillan w Saltsjöbaden

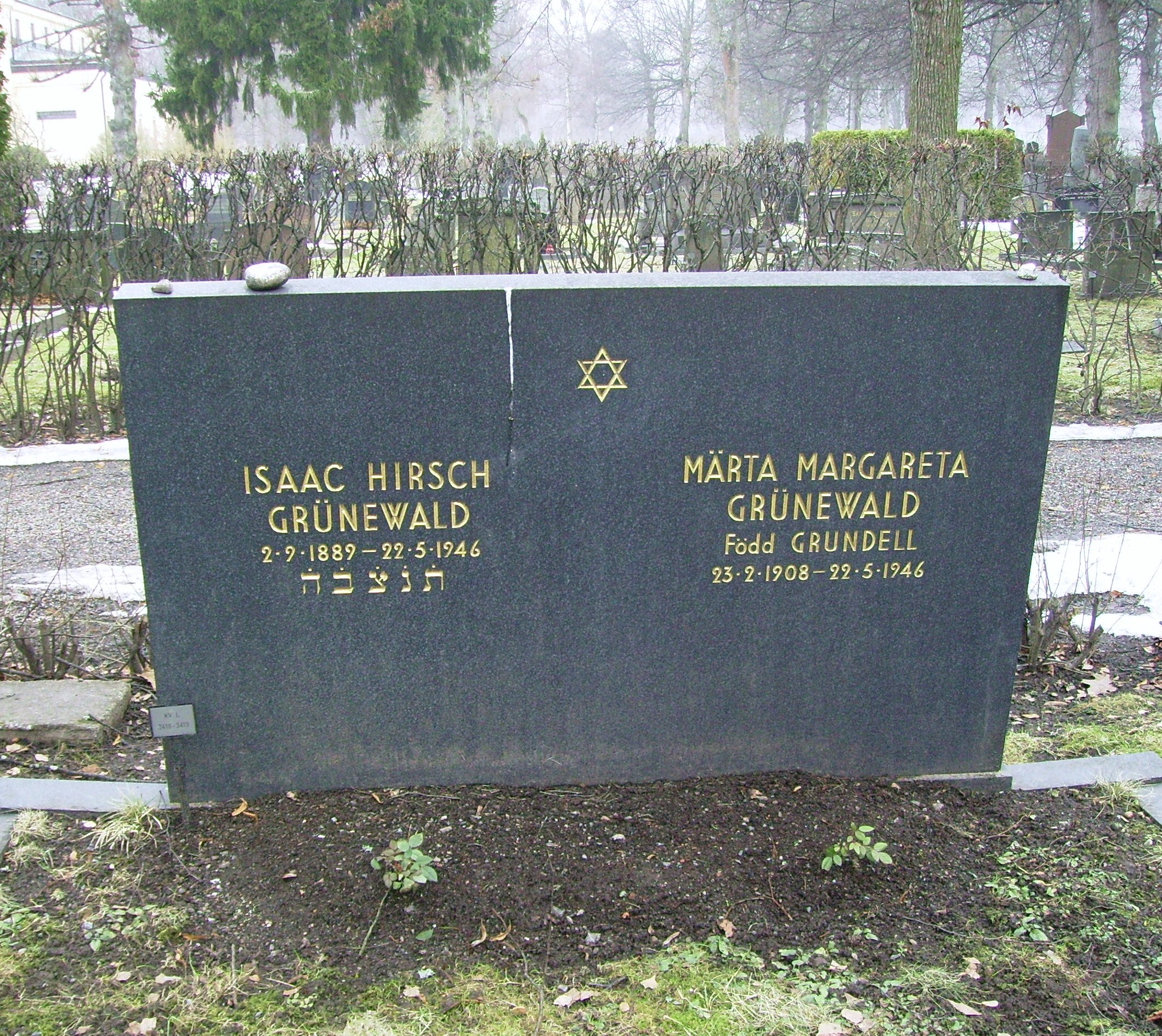
Wspólny grób Isaaca i Märty Grünewaldów na cmentarzu żydowskim w Solnie

Grünewald stał się również pionierem jeśli chodzi o rozwój nowoczesnej szwedzkiej scenografii, kiedy zaprojektował w 1921 oprawę plastyczną do opery Samson i Dalila wystawionej w operze sztokholmskiej. Scenografia Grünewalda jest uważana za pierwszą modernistyczną scenografię szwedzkiej proweniencji. Przedstawienie przeszło do historii także ze względu na wysokie honorarium jakiego zażądał Grünewald – 75000 koron.
Największym dziełem Grünewalda jest monumentalne malowidło w Małej Sali sztokholmskiego Konserthus, nazwanej w latach 70. Grünewaldsalen. Grünewald był również pomysłodawcą charakterystycznego, niebieskiego koloru fasady tego budynku jak również zaproponował w 1918 niebieski kolor dla sztokholmskich tramwajów.
Grünewald wykonał też w 1927 malowidła ścienne w Villa Bonnier, położonej w willowej dzielnicy Diplomatstaden w Sztokholmie, w sali posiedzeń w Tändstickspalatset w 1928 i zaprojektował kurtynę do sztokholmskiego kina Draken w 1942.
Isaac Grünewald był profesorem w Szwedzkiej Królewskiej Akademii Sztuki w latach 1932–1942 a od 1941 prowadził własną szkołę malarską w swoim dawnym atelier przy Slussen. W 1937 rozwiódł się z Sigrid Hjertén i ożenił z Märtą Grundell. Oboje zamieszkali w Saltsjöbaden w domu, który nazwali Saltsjöklack, a który dziś nosi nazwę Grünewaldvillan.
W 1946 oboje zginęli w katastrofie lotniczej w Norwegii koło Oslo.

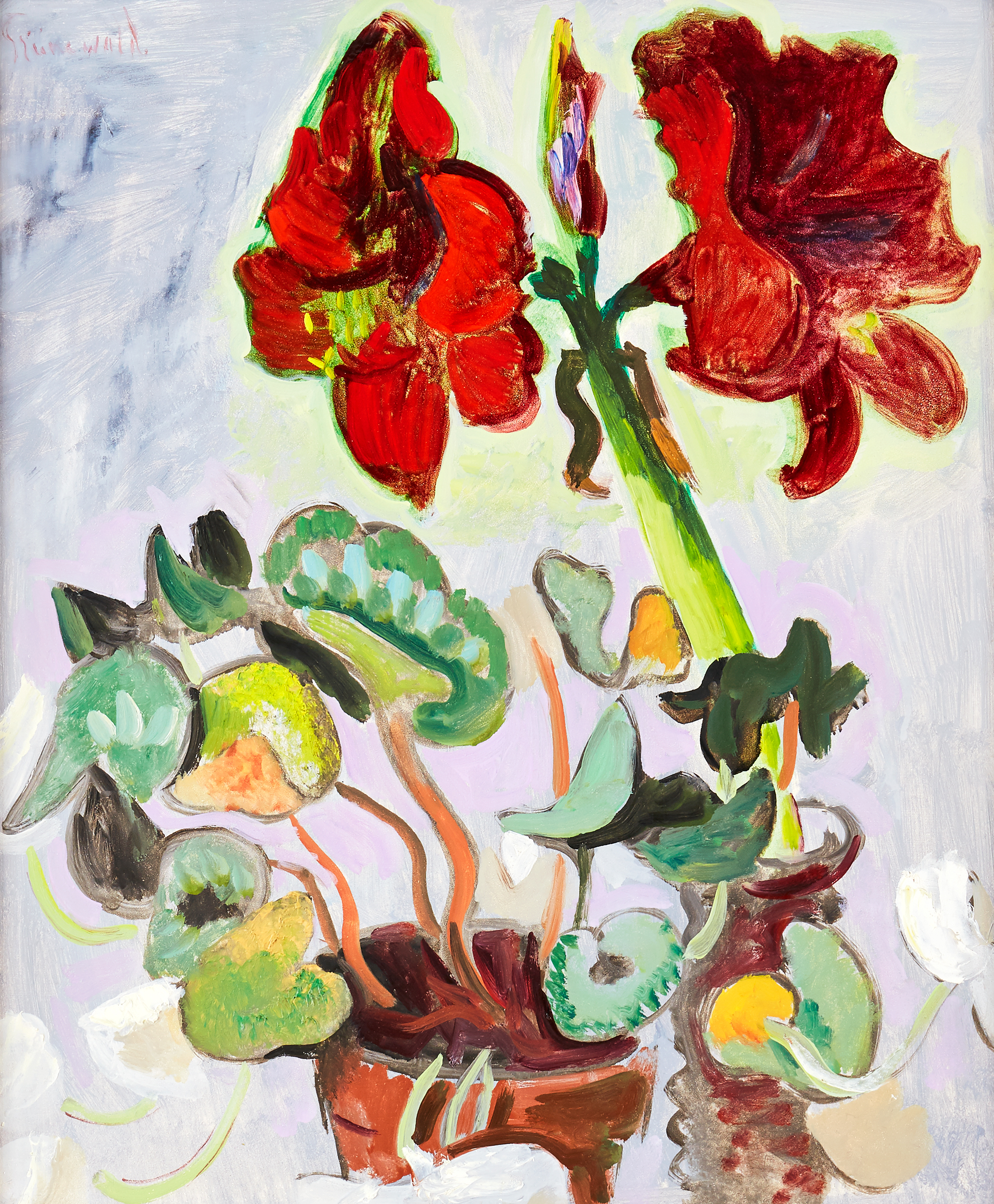
Martwa natura kwiatowa z amarylisem
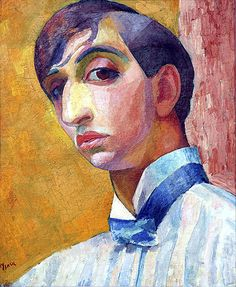
Autoportret, 1912
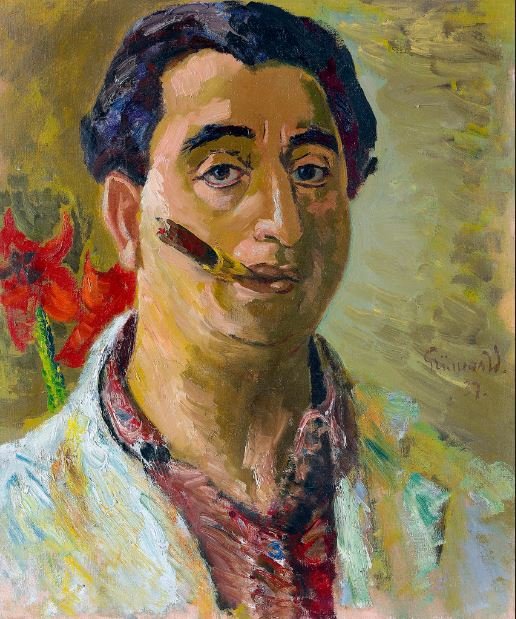
Autoportret, 1937
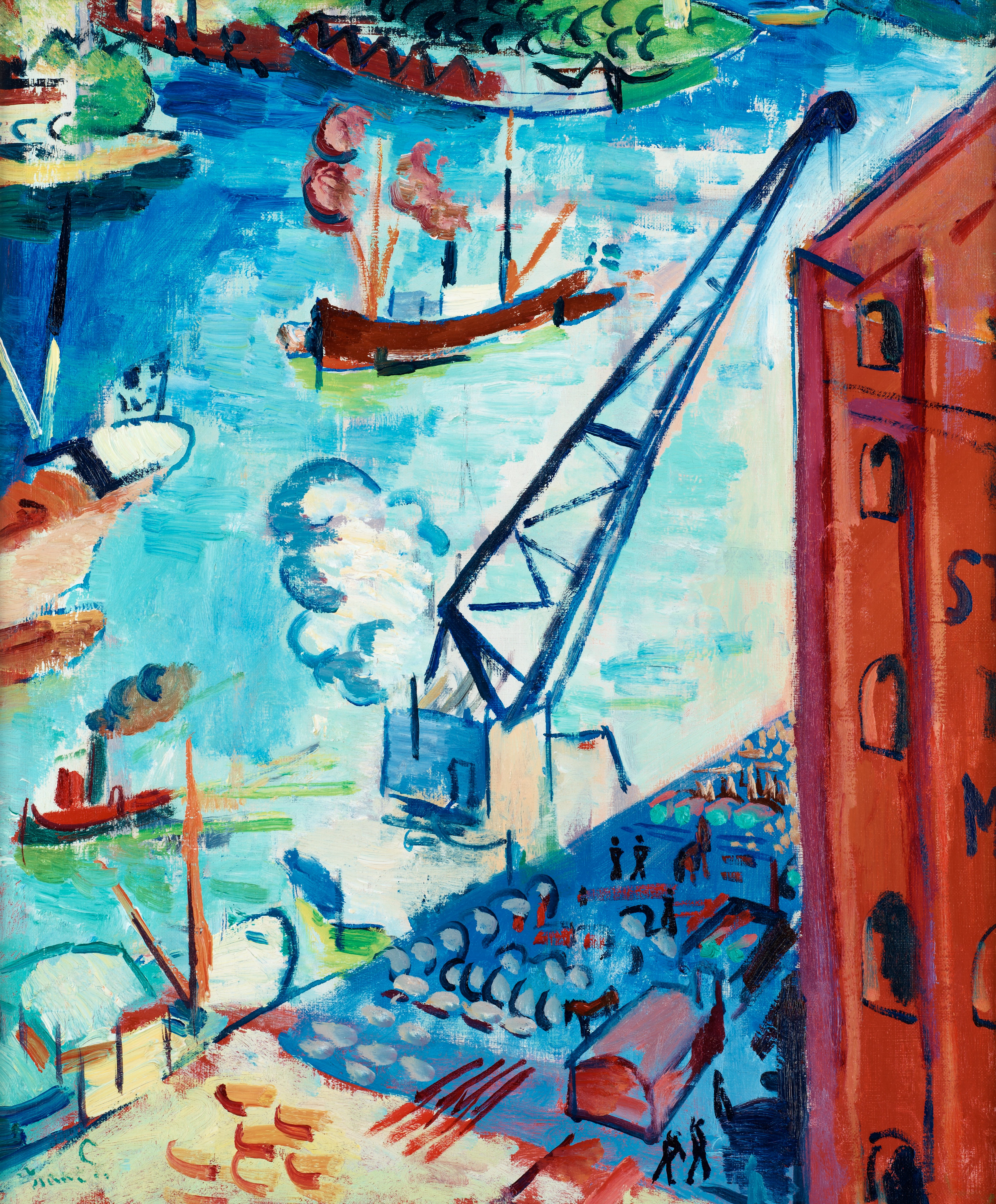
Widok Stadsgården w kierunku Kastellholmen, 1917
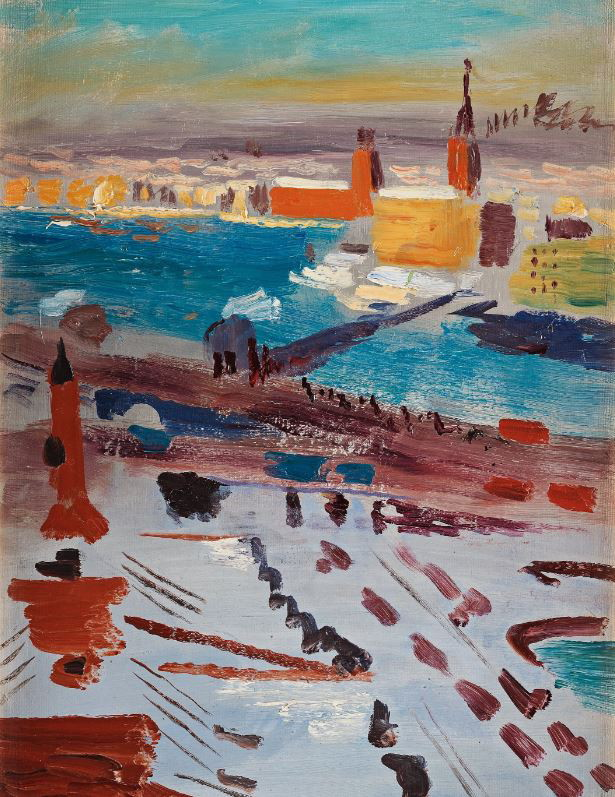
Widok Sztokholmu

## Odznaczenia
- Medal Księcia Eugeniusza nadany przez króla Szwecji Gustawa V (1945)[3]